# Lực kế
Lực kế (cũng là máy đo lực) là dụng cụ đo dùng để đo lực. Việc đo này được sử dụng trong nghiên cứu và phát triển, phòng thí nghiệm, chất lượng, sản xuất và môi trường thực địa. Có hai loại lực kế hiện nay: lực kế cơ học và lực kế kỹ thuật số. Đồng hồ đo lực thường đo áp suất theo mức tăng ứng suất và các yếu tố phụ thuộc khác của con người.

## Lực kế cơ học
Một lực kế cơ học thông thường, được gọi là thang đo lò xo, có móc và lò xo gắn vào một vật thể và đo lượng lực tác dụng lên lò xo để kéo dài nó. Một ví dụ khác là máy đo biến dạng cơ học.

## Lực kế kỹ thuật số
Một ví dụ về lực kế kỹ thuật số là một cảm biến tải (cái này thường được kết hợp với phần mềm và màn hình). Một cảm biến tải là một thiết bị điện tử được sử dụng để chuyển đổi một lực thành tín hiệu điện. Thông qua một sự sắp xếp cơ học, lực được cảm nhận làm biến dạng một máy đo biến dạng. Máy đo biến dạng chuyển đổi biến dạng (biến dạng) thành tín hiệu điện. Phần mềm và thiết bị điện tử của máy đo lực chuyển đổi điện áp của tế bào tải thành giá trị lực được hiển thị trên thiết bị.